# 白雪姫と7人の囚人
『白雪姫と7人の囚人』（しらゆきひめとしちにんのしゅうじん）は、薮口黒子による日本の漫画作品。『週刊ヤングジャンプ』（集英社）にて2011年51号に読切作品「白雪姫と7人の囚人」を掲載、その翌年の『ヤングジャンプ』2012年49号から2013年52号まで連載された。また、『ヤングジャンプ』の公式サイト「白雪第一観覧室」にてカラーイラストを1話目から毎週配信している。
孤島と化した東京都で恐怖政権と行う者達とそれを止めようとする者達との闘争を描くファンタジー漫画。キャッチフレーズは-東京闘争戯曲-。

## ストーリー
隕石によって孤島と化した東京都。政府も壊滅し、荒れ果てたこの地は適合者と呼ばれる特殊能力を宿した都庁議員が独裁的に支配する街となっていた。過去2年間の記憶を失い八王子区で目覚めた青年・赤銅尊は、都庁の非人間的な行政を目の当たりにして激しく抵抗する。彼の右手が突如として黒く変化し暴発してしまう。
尊自身も都庁職員と同じ、適合者の1人だったのだ。しかし尊は都庁には与さず、その支配に抵抗する者となって、謎の少女・白雪を含めた7人の仲間と共に都庁討伐を決行するのだった。

## 登場人物
声の項はVOMIC版のもの。

### 白雪姫と7人の囚人
赤銅 尊（しゃくどう たける）
声 - 羽多野渉
本編の主人公。年齢16歳。右手を振り回すと熱風を発せられることが出来る特殊能力を持つ少年。過去2年間の記憶が抜けているせいで東京都に隕石が落ちたことや、現在の都庁職員による支配の現状を理解していない。性格は至って能天気なマイペースだが、熱血漢な一面もある。
白雪（しらゆき）
本編のヒロイン。ロングの金髪と碧眼が特徴的な幼女。真紅のドレスを着ている。第5話にて突然八王子区に現れ、その後尊達と合流する。都庁にとって必要な存在ということは第1話から描かれていたが、彼女自身が声を発することが出来ないため、第18話にて泉の口から彼女が適合者第1号であることが尊達の前で発せられるまでその存在は謎に包まれていた。白雪の適合者としての能力は毒林檎（グリムロック）の量産であり、自身の心臓（グリムロック）を他人の右手に同化させることで適合者を作ることが出来るという能力である。また、白雪自身が他人に心臓をあげて（又はメスで摘出する）も自身の心臓は毒林檎として勝手に再生するので死ぬことはない（当然ながら痛みはあるが）。元々オリジナルの毒林檎は実母の黒雪の体内から彼女に移植したものであり、その際の移植の後遺症により失語症とななった事、また彼女が他人に渡している量産型グリムロックはオリジナルのそれではなく、自身の能力で作られている物であることなどが物語終盤で明らかになった。都庁はこの能力を利用して彼女の心臓を抜きながら100年以上をかけて水面下適合者の研究を繰り返しながら勢力を拡大していったと思われる。最終的にで尊が彼女の体内からオリジナルのグリムロックを抜き取った為、最終回ではオリジナルのグリムロックは赤銅の体内に収まっており、これにより体内からオリジナルのグリムロックが無くなったため後遺症が無くなり喋ることが出来るようなった。
阿久津 藤丸（あくつ ふじまる）
声 - 越田直樹
八王子区の区長。クールな性格で口が悪い。右手で触れると機械と意思疎通することが出来る能力を持つ適合者。また、新宿特区の都庁のシステムをすべて一人で作ったという実績を持ち、八王子区のセキュリティシステムを1週間で完成させるなど機械制作能力にも長けている。その右手の能力は都知事の黒雪曰く、適合者の中でも筆頭級、本来なら近衛としてわが手元に置くべき器、反抗的な言動さえなければ八王子などに飛ばしはしなかったと言わしめる程。幼少期に適合者にするための人体実験を受け成功するがその際に母親に売られてしまい、そのまま新宿都庁に仕えることとなった過去を持つ。
右腕は常にプロテクターで覆われているが、その中は増殖・肥大した神経線維の集合体になっている。プロテクター越しであれば影響はほとんどないが、プロテクターが破損すると神経に直接刺激を受けてしまう。また、能力を全開にすると脳を膨大な刺激に晒すことになり、この状態で長時間活動することは生命を脅かす。
K・K（ケン・ケネス）
立川区の区長。本人曰く軍人一家の落ちこぼれで、力が欲しいために自ら適合手術を受けた経歴を持つ。銃と同化した右手を持つ適合者であり、自分の血を使った血液の弾丸を体力が尽きるまで連続で発射することが出来る。また、通常の弾丸以外にもウォーターカッターの要領で血弾に圧力をかけて発射したりと、弾丸攻撃にも数種類のバリエーションを持っている。能力の使い過ぎにより体が耐久限度に達してしまっているため、満足に行動することは困難な状態となっていたが、尊達と行動することになり茜の手術を受けてからは健康な状態を取り戻した。物語の終盤でケンの父親が黒雪と繋がっていたことや「小人計画（仮）」に関わっていたこと、オリジナルのグリムロックを狙っていた事などが明かされたがその後の行動は作中では明かされていない。藤丸とは同期組にあたる。
潮 宗一（うしお そういち）
立川区で指名手配されている強盗犯の男性。年齢22歳。半年前に弟の宗二と共に強制労働から実験室に送られ適合するが、拒絶反応が大きかったため都知事職員として配属されるのではなく、どこまで適合者は力の酷使に耐えられるのかという耐久テストの検体にされた。拒絶反応によりこの半年間で肉体年齢が実年齢の半分ほどになってしまっている事に加え、耐久テストの結果酷使に耐えきれず右肩より下は朽ちてしまっており、現在では適合者としての力もない。しかし実験体として半年間ずっと戦闘を行っていたため体力・筋力は一般人に比べると高い。耐久テスト終了後、立川区に捨てられてからは宗二と共に都庁討伐のために行動を共にしていた。尊達と行動を共にするようになってからは、尊に右手の使い方の指導をしていた。その後茜の手術により、彼のグリムロックを彼の右手に移植する事に踏み切る。彼の手術は成功し以前の能力である右腕の刃物化が出来るようになった。
潮 宗二（うしお そうじ）
立川区で指名手配されている強盗犯の少年。年齢12歳。半年前に兄の宗一と一緒に耐久テストの検体にされるが、宗一との約束によりテスト中は一度も右手を使うことはなかった。しかし拒絶反応により、この半年間で肉体年齢が20歳以上老けてしまっている。適合者としての能力は人工物と腕の同化、自身の右腕に刃物を刺し込むことで右腕そのものを剣にすることが出来る。その威力は一振りで建物の壁を切り裂けるほどに鋭い。宗一へのグリムロックの移植手術の後遺症として、視力がかなり低下してしまった。
茜（あかね）
杉並区に住む血液と会話できる青年。彼自身は適合者ではない（毒林檎が存在しない）が、自身が生まれる前に死別した父親が適合者だったため、生まれつき血液と会話できる能力が身に着いている。尊達と会う前は薬品工場で働く傍ら、不良品と偽って薬を自宅に持ち帰り極秘で病人の治療などを行っていたが、K・Kの治療をおこなってからは尊達と行動を共にしている。以前は大学病院に勤務していたと本人が話している事から医療技術や知識は元々高いものだと思われる。
戦闘能力はゼロだが、自分と反乱能力者たちの血液と会話することにより「親子間で能力は遺伝する（子が毒林檎を持っているか否かは無関係）」「近親の適合者同士であれば毒林檎の移植が可能」等の事実を発見するなど物語のキーマンとなった。
赤銅 泉（しゃくどう いずみ）
尊の実兄。2年前の厄災の日に瀕死の重傷を負った尊を抱え助けを求めて都庁を訪れた。その後、適合してからは都知事職員として早い段階で出世し、現在では都知事の近衛部隊隊長という役職についている。また、東京の懲罰部隊のトップでもあり、職員・都民関係なく微塵の迷いもなく相手の首を一瞬で狩る姿から、この懲罰部隊は「狩人部隊」という名前が付けられ職員からも恐れられている。
大気の能力の適合者で、大気と同化した右腕で間合いに関係なく対象物を「掴む」技を得意とする。

### 都知事関連
天城屋（あまぎや）
声 - 川島得愛
都知事の近衛部隊副隊長。眼鏡をかけて長髪を一つ縛りにしている男性で、常に敬語口調。右手を包帯に包んでいる。過去に白雪に命を救われた事により、白雪に対して異常な愛情と執着心を持っている。
化石の適合者。太古の獣であるサーベルタイガーとして適合しており、力を解放すると爪や牙が発達し人間を遥かに超えた脚力や腕力を得る事ができる。
他の適合者と違い、多数の毒林檎と適合しているらしいが、化石以外の詳細は不明。

中ノ下 浩平（なかのしたこうへい）
新宿区近影部隊所属。右手で夢を操ることが出来る適合者であり、黒雪の行動にそぐわない適合者に対しての洗脳や、白雪に対する身の回りの世話などが主な仕事である。また、対象者が2人以上睡眠状態に陥っているとき、その対象者に触れることで睡眠状態の中で対象者同士がテレパシーのように意志疎通をすることが可能であるなど、その能力の凡庸性は高い。

黒雪（くろゆき）
本編の黒幕的存在。恐怖政治を行っている東京都の知事。白雪にかなり執着している、銀髪と色黒の肌を持つ軍人口調の大女。尊からは「ババア」と呼ばれ、敵対視されている。その正体は白雪の実の母親である。
オリジナルの毒林檎を発見した張本人であり、オリジナルを埋め込んだ白雪の能力を利用して複製した毒林檎を一般人に埋め込み、適合者を作り出すという人体実験を長年繰り返してきた。
自身の体に複数の毒林檎を入れており、「再生」、「反射」、「同化」の3つの能力を持っている。
「反射」の能力によって、自分が受けたダメージと同量のダメージを攻撃者に与える事ができる。致命傷を受けようと「再生」の力により即時に傷が治る為、彼女を攻撃した者は一方的に自滅する事になる。
ある意味、殺す事のできない不死身（黒雪を殺そうとすると攻撃した者が死んでしまう為）のように思われたが、物語のラストに“オリジナルの毒林檎による【強力な再生】”の力を得た尊と彼女による「再生」同士の戦いが始まり、尊は彼女を焼きつつ彼女の反射によるダメージを再生し続け、彼女は反射で尊を焼き返しつつ尊に焼かれた傷を再生し続けるという、一見終わりの無さそうな耐久戦を長時間続けた結果、黒雪の持つ“再生の毒林檎”が先に限界を迎え、再生力を失った彼女はそのまま焼死した。
黒雪の毒林檎は所詮は複製品であり偽物。本物であるオリジナルには敵わなかった。

卯月（うつき）
近衛狩人部隊所属の女性隊員。本人曰く大地が生んだ最高傑作を持つ適合者。その右手はダイヤモンド以上の強度と硬度を持つカーボナードで出来ており、尊や宗二の攻撃を楽に防いでみせる程。また、パンチ一発で壁を破壊しているところを見ると攻撃面でもかなりの威力を誇っていると思われる。過去、黒雪に助けられ優しい言葉をかけられたことから彼女に心酔している。

拘束具の少女
常に3人組で行動している新宿区の秘密兵器的存在。普段は子供らしい言動が多いが、3人で手を合わせることによって対象者の精神を壊すことが出来る能力を持つ。なお、本人達は対象者を壊しているという自覚はまったくなく、ただ一緒に遊びたいから手を合わせているだけの模様。

竜一
近衛狩人部隊所属。泉に付き従いつつ、戦闘に参加している。右手が大きな砲塔に変化し、そこから強力な砲弾を放つことができる適合者。ポーカーフェイスで時に辛辣な物言いをするが、卯月のことになると表情が濁る。

### その他の人物
誠（まこと）
声 - 近藤孝行
八王子に住む一般市民の少年。高校二年生。尊と知り合い、友人となる。何もわからない尊に振り回され、行動をともにするうちに友人となった。病気の母親と2人で暮らしている。都庁に反抗したために、強制労働へと駆り出されてしまった父親がいる。

## 作中用語
適合者
改造された右手によって通常ではありえないような能力を発揮することが出来る者を適合者という。
毒林檎（グリムロック）
適合者の動力源である。
強制労働
都庁に反抗した者達は強制労働者として連行される。これはあくまで一般市民に対する表向きの名目で、実際は全員新宿の実験室に送られ、適合者にするための人体実験が行われている。適合者の適性がある者は右手を改造させるが、不適合な者は廃棄処分される。
東京都
2年前の隕石の落下で他の地域から完全に孤立し、陸の孤島となってしまった日本の首都。政府や自衛隊が壊滅したなかで、いち早く新宿区の都庁職員が救援活動を行ったため、都民から感謝されていた。しかし、現在は都庁による独裁的な支配によって多くの人々が苦しんでいる。複数の市の合併で生まれた多摩地区は、中央から派遣された都庁職員が管理している。
新宿区
都庁がある、東京都の中心部。現在は特区に指定されている。都庁の職員とその関係者のみが住むことを許される、整備された平穏な街で、一般人は立ち入れない。ここから都庁広報部による、都知事黒雪からの定例放送が流されている。
都庁
新宿区西新宿にそびえ立つ巨大な建造物で、東京都職員の本拠地。職員らを指す名称でもある。新宿にある都庁には黒雪や白雪、幹部クラスの職員が常駐しており、適合者も数多い。黒雪と白雪のみが入れる「鏡の間」という謎の部屋が存在する。

## 単行本
- 薮口黒子 『白雪姫と7人の囚人』 集英社〈ヤングジャンプ・コミックス〉、既刊5巻（2014年2月19日現在）
  1. 2013年2月24日第1刷発行（2月19日発売[集 1]）、ISBN 978-4-08-879519-5
  2. 2013年5月22日第1刷発行（5月17日発売[集 2]）、ISBN 978-4-08-879562-1
  3. 2013年8月24日第1刷発行（8月19日発売[集 3]）、ISBN 978-4-08-879631-4
  4. 2013年11月24日第1刷発行（11月19日発売[集 4]）、ISBN 978-4-08-879685-7
  5. 2014年2月24日第1刷発行（2月19日発売[集 5]）、ISBN 978-4-08-879753-3

## VOMIC（ボイスドラマ）
集英社ヴォイスコミックステーションサイト「VOMIC」で配信されている。全4回。
キャスト
担当声優は上述。